# Critoniopsis yungasensis
Critoniopsis yungasensis là một loài thực vật có hoa trong họ Cúc. Loài này được (Britton) H.Rob. mô tả khoa học đầu tiên năm 1993.